# Punktladungsmodell
Das Punktladungsmodell ist eine stark vereinfachte Beschreibung von Ladungsverteilungen, indem angenommen wird, die Ladung liege ohne jede räumliche Ausdehnung an einem Punkt vor. Es wird angewendet in der Beschreibung von Molekülbindungskräften und insbesondere von elektrischen Feldern in Kristallen und zwar überwiegend Ionenkristallen, um elektrische Feldgradienten und Kernquadrupolmomente zu berechnen.
In Ionenkristallen werden geladene Atome (Ionen) und Punktdefekte als wesentliche Ladungsträger betrachtet. Die Gesamtladung des Ions oder Punktdefekts wird dabei im Zentrum des Atoms angenommen, ohne die Ladungsverteilung innerhalb des Atoms selbst zu berücksichtigen. Im Punktladungsmodell wird angenommen, die Gesamtladung des Ions oder des Punktdefekts trage den Hauptanteil für einen beobachteten elektrischen Feldgradienten. Diese Vereinfachung ist im begrenzten Rahmen gültig bei Ionen mit geschlossenen Schalen (f-, d-, p-Schale) und wenn die Ladung sich in der kugelförmigen s-Schale befindet (siehe Atomorbital). Nicht selten sind die Abweichungen zwischen Punktladungsmodell und Messungen größer als 50 %. Sobald f-, d- oder p-Schalen teilbesetzt sind, können die Abweichungen deutlich größer sein.
Das Punktladungsmodell wurde in den Anfängen der Festkörperphysik und Festkörperchemie vor dem Aufkommen leistungsstarker Rechner verwendet, um elektrische Feldgradienten zu berechnen, die verglichen wurden mit Messungen der Methoden der nuklearen Festkörperphysik, wie z. B. Mößbauer-Spektroskopie und Gestörte Gamma-Gamma-Winkelkorrelation.
Heute werden die sehr rechenintensiven Berechnungen fast ausschließlich mit der Dichtefunktionaltheorie durchgeführt, die die Ladungsverteilung des Atoms und seiner Bindungen mitberücksichtigt und deutlich verbesserte Ergebnisse liefert.